# Wie Böhmen noch bei Öst’reich war
Wie Böhmen noch bei Öst’reich war ist ein österreichisches Lied aus dem Jahr 1953. Es erinnert nostalgisch-romantisierend an die Zeit „vor finfzig Jahr“, als Böhmen und Mähren noch zur Habsburgermonarchie gehörten, also vor dem den Ersten Weltkrieg beendenden Vertrag von Saint-Germain von 1919. Hervorgehoben werden insbesondere die engen Verbindungen zwischen den Landesteilen durch Heiratsbeziehungen etwa zwischen Wienern und Brünnern, kulinarischen („Bafleisch“, Skubanki) oder sprachlichen Austausch (Böhmakeln) und wechselseitige Besuche etwa von Böhmen in Bad Ischl oder Wienern in Prag.
Die Musik stammt von Josef Fiedler, der Text von Josef Petrak. Erstmals öffentlich gesungen wurde das Lied 1954 von Heinz Conrads. Populär geworden ist es aber durch zahlreiche Aufführungen von Peter Alexander, der es u. a. auch in der Filmkomödie Hurra, die Schule brennt! von 1969 singt. Weitere Coverversionen stammen u. a. von Ernst Mosch und seinen Original Egerländer Musikanten sowie von Hubert Wolf. Mit zunehmendem Zeitablauf entstanden auch Versionen mit angepassten Jahresangaben („vor 70/80/100 Jahr“), z. B. von Karl Moik oder Felix Dvorak. Während Heinz Conrads noch davon sang, wie „halbert Wien in Prag beim Deutschen Sängertag“ war, heißt es in späteren Versionen „beim Katholikentag“.